# Amphidasya spathulata
Amphidasya spathulata är en måreväxtart som beskrevs av John Duncan Dwyer. Amphidasya spathulata ingår i släktet Amphidasya och familjen måreväxter. Inga underarter finns listade i Catalogue of Life.